# This One's for You
«This One's for You» (en español: Esto va por ti) es una canción del DJ y productor de música francés David Guetta, con la voz de la cantante y compositora sueca Zara Larsson. Es la canción oficial para la Eurocopa de la UEFA 2016. La pista fue grabada con la ayuda de un millón de seguidores alrededor del mundo a través de la ayuda de una aplicación en línea especial. El sencillo se encuentra incluido la versión para Japón del segundo álbum de estudio de Larsson So Good (2017). La cantante estadounidense Ariana Grande grabó un demo de la canción.

## Presentaciones en vivo
Guetta y Larsson interpretaron el sencillo durante las ceremonias de apertura y clausura del torneo -celebrado en el país natal de David Guetta, Francia - el 9 de junio de 2016 ofrecieron un concierto gratuito en París en el Champ de Mars, debajo de la Torre Eiffel.

## Listas de canciones
Descarga digital – single

| N.º | Título                                  | Duración |  |
| 1.  | «This One's for You» (con Zara Larsson) | 3:27     |  |

Descarga Digital – Remixes EP

| N.º | Título                                                                                                | Duración |  |
| 1.  | «This One's for You» (con Zara Larsson) (Extendido)                                                   | 4:37     |  |
| 2.  | «This One's for You» (con Zara Larsson) (Kungs Remix)                                                 | 4:15     |  |
| 3.  | «This One's for You» (con Zara Larsson) (Stefan Dabruck Remix)                                        | 5:03     |  |
| 4.  | «This One's for You» (con Zara Larsson) (GLOWINTHEDARK Remix)                                         | 3:20     |  |
| 5.  | «This One's for You» (con Zara Larsson) (Canción Oficial UEFA EURO 2016) (Kris Kross Amsterdam Remix) | 3:06     |  |
| 6.  | «This One's for You» (con Zara Larsson) (Faustix Remix)                                               | 3:04     |  |
| 7.  | «This One's for You» (con Zara Larsson) (Stefan Dabruck Remix Edición de Radio)                       | 3:07     |  |

## Créditos y personal
- David Guetta – productor, instrumentos
- Zara Larsson – cantante
- Giorgio Tuinfort – productor, instrumentos, piano
- Afrojack – productor, instrumentos
- Daddy's Groove, mixer, ingeniero maestro
- Emanuel Abrahamsson – productor vocal, grabando ingeniero
- Thomas Troelsen – productor de ayudante
- Elio Debets – coros, ingeniero de registro vocal
- Atracar Bekhuis, Eelco Bakker, Earl St Clair, James Bloniarz, Quinn Garrett, Sean Bacastow y un millón de voces de seguidores alrededor del mundo – coros

## Posicionamiento en listas
| Listas (2016)                             | Mejor posición |
| ----------------------------------------- | -------------- |
| Alemania (Airplay Chart)                  | 2              |
| Alemania (Media Control AG)               | 1              |
| Australia (ARIA)                          | 67             |
| Austria (Ö3 Austria Top 40)               | 2              |
| Bélgica (Flandes) (Ultratop 50)           | 10             |
| Bélgica (Valonia) (Ultratop 50)           | 2              |
| Canadá (Canadian Hot 100)                 | 62             |
| Dinamarca (Tracklisten)                   | 11             |
| Escocia (Scottish Singles Sales Chart)    | 13             |
| Eslovaquia (Rádio Top 100)                | 34             |
| Eslovaquia (Singles Digitál Top 100)      | 6              |
| Eslovenia (SloTop50)                      | 4              |
| España (Top 100 Canciones)                | 12             |
| Estados Unidos (Dance/Electronic Songs)   | 11             |
| Europa (Euro Digital Songs)               | 3              |
| Finlandia (Latauslista)                   | 6              |
| Finlandia (OFC)                           | 10             |
| Francia (SNEP)                            | 1              |
| Hungría (Dance Top 40)                    | 7              |
| Hungría (Rádiós Top 40)                   | 16             |
| Hungría (Single Top 40)                   | 4              |
| Irlanda (IRMA)                            | 10             |
| Israel (Media Forest)                     | 4              |
| Israel (Media Forest TV Airplay)          | 1              |
| Italia (FIMI)                             | 8              |
| Japón (Billboard Japan Hot Overseas)      | 13             |
| Letonia (Latvijas Top 40)                 | 11             |
| Líbano (Lebanese Top 20)                  | 6              |
| Luxemburgo (Billboard)                    | 1              |
| México (Billboard)                        | 1              |
| México (Monitor Latino)                   | 13             |
| Noruega (VG-lista)                        | 4              |
| Países Bajos (Mega Single Top 100)        | 6              |
| Países Bajos (Dutch Top 40)               | 5              |
| Polonia (Polish Airplay Top 100)          | 11             |
| Polonia (Dance Top 50)                    | 4              |
| Portugal (AFP)                            | 1              |
| Reino Unido (UK Singles Chart)            | 16             |
| Reino Unido (UK Dance Chart)              | 7              |
| Reino Unido (UK Streaming)                | 37             |
| República Checa (Rádio Top 100)           | 10             |
| República Checa (Singles Digitál Top 100) | 9              |
| Rumania (Airplay 100)                     | 45             |
| Rusia (Tophit)                            | 81             |
| Suecia (Sverigetopplistan)                | 3              |
| Suiza (Schweizer Hitparade)               | 1              |
| Ucrania (Tophit)                          | 31             |

| Listas (2015)                           | Mejor posición |
| --------------------------------------- | -------------- |
| Alemania (Official German Charts)       | 42             |
| Austria (Ö3 Austria Top 40)             | 34             |
| Bélgica (Ultratop Flanders)             | 51             |
| Bélgica (Ultratop Wallonia)             | 19             |
| Dinamarca (Tracklisten)                 | 66             |
| Estados Unidos (Dance/Electronic Songs) | 33             |
| Italia (FIMI)                           | 32             |
| Países Bajos (Single Top 100)           | 52             |
| Suecia (Sverigetopplistan)              | 28             |
| Suiza (Schweizer Hitparade)             | 30             |

## Certificaciones
| País        | Organismo certificador | Certificación | Ventas certificadas | Simbolización | Ref.   |
| ----------- | ---------------------- | ------------- | ------------------- | ------------- | ------ |
| Alemania    | BVMI                   | Oro           | 200 000             | ●             | [ 58 ] |
| Austria     | IFPI — Austria         | Oro           | 15 000              | ●             | [ 59 ] |
| Bélgica     | BEA                    | Platino       | 30 000              | ▲             | [ 60 ] |
| Dinamarca   | IFPI — Dinamarca       | Platino       | 90 000              | ▲             | [ 61 ] |
| España      | PROMUSICAE             | Platino       | 40 000              | ▲             | [ 62 ] |
| Francia     | SNEP                   | Diamante      | 250 000             | ✦             | [ 63 ] |
| Italia      | FIMI                   | 3x Platino    | 150 000             | ▲             | [ 64 ] |
| Noruega     | IFPI — Noruega         | 2x Platino    | 80 000              | ▲             | [ 65 ] |
| Polonia     | ZPAV                   | Oro           | 10 000              | ●             | [ 66 ] |
| Portugal    | AFP                    | Platino       | 10 000              | ▲             | [ 67 ] |
| Reino Unido | BPI                    | Oro           | 400 000             | ●             | [ 68 ] |
| Suecia      | GLF                    | 4× Platino    | 160 000             | ▲             |        |
| Suiza       | IFPI — Suiza           | Oro           | 15 000              | ●             | [ 69 ] |

## Historial de lanzamientos
| Región   | Fecha               | Formato          | Discográfica      |
| -------- | ------------------- | ---------------- | ----------------- |
| Francia  | 13 de mayo de 2016  | Descarga digital | Parlophone · Epic |
|          | 13 de mayo de 2016  | Descarga digital | Parlophone · Epic |
| Alemania | 10 de junio de 2016 | Sencillo en CD   | Parlophone        |